# Wolfgang Eiba

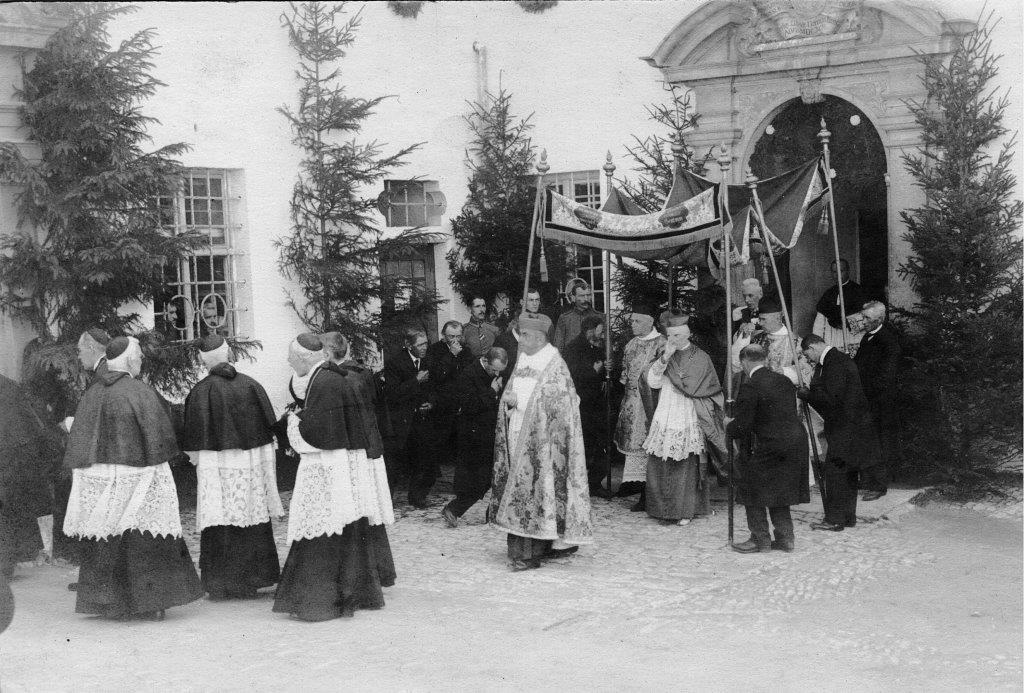

Wolfgang Maria Eiba (* 8. November 1871 in Wolnzach; † 3. August 1927 ebenda) war ein Benediktinermönch und erster Abt des wiedergegründeten Klosters Plankstetten.

## Leben
Eiba besuchte Gymnasien in Ingolstadt und Metten. Danach studierte er Theologie in Regensburg. 1897 trat er in das Kloster Scheyern ein. Am 2. August 1897 wurde er in der erzbischöflichen Hauskapelle in München zum Priester geweiht. Seine Profess folgte am 15. Januar 1898. Danach war er als Erzieher Cellarar und Ökonom in Scheyern, Ettal und Plankstetten tätig. 1906 wurde er dann Prior in Plankstetten. 1907 ließ er in der Schneemühle im Ort Eglasmühle eine Turbine einbauen, eröffnete die Landwirtschaftsschule in Plankstetten und übernahm deren Leitung. 1911 und 1912 ließ er eine Wasserleitung bauen. 1917 wurde Plankstetten zur selbstständigen Abtei erhoben und Eiba wurde am 8. Mai 1917 von König Ludwig III. zum ersten Abt ernannt. Die Abtsbenediktion erhielt er von Johannes Leo von Mergel am 22. Juli 1917.
Er starb im Haus seiner Schwester an einem Nierenleiden und wurde in der Klosterkirche beigesetzt.